# ルーツィア (小惑星)
ルーツィア (222 Lucia) は、小惑星帯に位置する大きな小惑星の一つ。典型的なC型小惑星で、テミス族に属している。
1882年2月9日にオーストリアの天文学者、ヨハン・パリサがウィーンで発見し、探検家グラフ・ウィルチェクの娘ルーツィアにちなんで命名された。